# Plaza Pedro Eguillor
La plaza de Pedro Eguillor es una pequeña plaza triangular ubicada en la villa de Bilbao en la confluencia entre las calles Rodríguez Arias, Elcano y Marqués del Puerto. Se localiza en las proximidades de la Gran Vía de Don Diego López de Haro, cerca de la plaza Federico Moyúa, así como de la Biblioteca Foral y el Palacio de la Diputación. Su denominación es en honor al abogado bilbaíno Pedro Eguillor Atteridge.

## Medios de transporte
La estación de Moyua del metro de Bilbao conecta la plaza con el suburbano.